# Rödmalva
Rödmalva (Malva sylvestris) är en art i familjen malvaväxter.
Rödmalva är en två- eller flerårig ört och blir från 40 till 100 cm hög, samt blommar från juli till september med rödvioletta blommor som har mörka ådror i kronbladen. Stjälken är liggande till uppstigande och har stjärnhår och raka hår. Bladen är håriga, är grunt flikiga med blommorna sittande i bladvecken.
Rödmalva är ganska vanlig och trivs på frisk, kväverik, kustnära mark exempelvis på gårdar, vid vägkanter, hamnar och ruderatmark. Dess utbredning är Danmark, Norges sydkust och de sydliga kusterna i Sverige, vilket inkluderar Öland och Gotland. Små bestånd kan även återfinnas i södra Finland och på Norges västkust.
Tre underarter erkänns från och till:
- subsp. sylvestris - stjälk liggande eller uppåtstigande, hårig. Bladflikar trekantiga.
- subsp. mauritiana (stor rödmalva) - hög, upprätt och gleshårig eller kal. Bladflikar breda och rundade. Krona starkare röd än hos ssp. sylvestris.
- subsp. subacaulis - bergsform från Marocko med mycket korta stjälkar.

## Hybrider
Rödmalva bildar hybrider med andra arter då de möts:
- Malva ×arbosii (kvarnkattost × rödmalva)
- Malva ×egarensis (rosenmalva × rödmalva)
- Malva ×inodora (myskmalva × rödmalva)
- Malva ×littoralis (vit kattost × rödmalva)
- Malva ×sylvestro-linnaei (falsk rödmalva × rödmalva)
- Malva ×zoernigii (skär kattost × rödmalva)